# متلازمة إيفانز
متلازمة إيفانز (بالإنجليزية: Evans syndrome)‏ هي أحد امراض المناعة الذاتية الناتجة من مهاجمة الأجسام المضادة للفرد لخلايا الدم الحمراء الخاصة به وللالصفائح الدموية. ويحدث كلا هذين الحدثين في وقت واحد أو احدهما يتبع الآخر.
علم الأمراض الشامل لمتلازمة ايفانز يمثل مزيجا من فقر الدم الانحلالي بالمناعة الذاتية وفرفرية نقص الصفيحات مجهولة السبب. فقر الدم الانحلالي بالمناعة الذاتية هو الحالة التي يتم فيها تدمير خلايا الدم الحمراء التي تحمل الأكسجين عادة وثاني أكسيد الكربون عن طريق عملية المناعة الذاتية. فرفرية الصفيحات مجهولة السبب هي الحالة التي فيها يتم تدمير الصفائح الدموية قبل عملية المناعة الذاتية. الصفائح الدموية هي مكون من مكونات الدم التي تساهم في تشكيل خثرات الدم في الجسم لمنع النزيف.
و قد تم وصف هذه المتلازمة لأول مرة من قبل من قبل ار. اس. ايفانز وزملاؤه في عام 1951.

## علم الأوبئة
متلازمة إيفانز حالة نادرة تُشخص في أقل من 5٪ من جميع مرضى فقر الدم الانحلالي المناعي (AIHA) أو التخثر المناعي البصفي (ITP) عند التشخيص الأولي. يبلغ متوسط العمر عند التشخيص 52 عامًا، وكما هو الحال مع معظم أمراض المناعة الذاتية الأخرى، فهي أكثر شيوعًا لدى الإناث بنسبة 3: 2 مقابل الذكور. على الرغم من اعتبارها عادةً مرضًا يصيب الأطفال، إلا أن البالغين يمكن أن يتأثروا أيضًا بمتلازمة إيفانز. إنها عمومًا حالة عشوائية، ولا توجد جينات محددة مرتبطة بها. في حالات نادرة، يمكن أن تكون موروثة، وتسمى حينها "متلازمة إيفانز العائلية". وقد أُبلغ عن ترافق بعض حالات متلازمة إيفانز العائلية مع اضطرابات أخرى، مثل العيوب القلبية، أو مع اضطرابات وراثية مثل الشلل التشنجي الوراثي.

## الأعراض والتشخيص
أفادت تقارير مختلفة أن ما بين 10 ٪  و 23 ٪ من المرضى الذين يعانون من فقر الدم الانحلالي بالمناعة الذاتية، سيعانون أيضا من نقص الصفيحات وبالتالي سيصابون بمتلازمة ايفانز. قد تحدث السمتان معا أو بالتتابع.

## الأسباب
لم تتم معرفة السبب الدقيق لمتلازمة ايفانز بعد، ولكن المناعة تختلف عن المرضى المصابين برفرية نقص الصفيحات مجهولة السبب فقط مع انخفاض T4 (T - المساعد)، وزيادة T8 (T - المثبط)، وانخفاض نسبة T4 : T8. جنبا إلى جنب مع انخفاض مستويات مصل الغلوبولين المناعي ج والغلوبولين المناعي م والغلوبولين المناعي أ، هذه النتائج تشير إلى استجابة المناعة الذاتية غير الناجحة لاثارة مجهولة.

## التشخيص
يجري التشخيص بناء على اختبارات الدم ليس لتأكيد فقر الدم الانحلالي وفرفرية الصفيحات مجهولة السبب فقط، ولكن أيضا لتأكيدد إيجابية اختبار أضداد الغلوبولين المباشرة (DAT) وغياب أي مسببات مرضية أساسية معروفة.
قد تظهر الأجسام المضادة موجهة ضد العدلات وغيرها من الخلايا الليمفاوية، وقد اقترحت تسمية «قلة الكريات الشاملة المناعية» كتسمية أفضل لهذه المتلازمة.

## العلاج
العلاج الأولي هو جلايكورتيكود الكورتيزون أو الغلوبولين المناعي الوريدي، وهو الإجراء الذي يتم استخدامه أيضا في حالات فرفرية الصفيحات مجهولة السبب.  يتم احراز استجابة جيدة في الأطفال لعلاج الستيرويد القصير في حوالي 80 في المئة من الحالات.  على الرغم من أن معظم الحالات تستجيب للعلاج بشكل جيد في البداية، إلا أن حالات الانتكاس ليست نادرة ويتم استخدام الادوية المثبطة للمناعة (مثلا السيكلوسبورين وموفتيل مايكوفينوليت وفينكريستين ودانازول ) لاحقا، أو مزيج من هذه الادوية.
وقد أنتج الاستخدام غير الرسمي لريتوكسيماب (الاسم التجاري ريتوكسان) نتائج جيدة في بعض الحالات الحادة والمقاومة للعلاج، على الرغم من أن الانتكاس قد يحدث في غضون عام كذلك.  ان استئصال الطحال غير فعال في بعض الحالات، ولكن حالات الانتكاس ليست نادرة.
السبيل الوحيد لعلاج دائم هو الخيار الاشد خطورة وهو زرع الخلايا الجذعية الخيفية المكونة للدم (SCT).

## التنبؤ
متلازمة ايفانز هي متلازمة نادرة وخطيرة، كان متوسط بقاء مصابي متلازمة إيفانز 7.2 عاماً، بمعدل 10.9 عاماً لمصابي متلازمة إيفانز الأولية و1.7 عاماً لمصابي النوع الثانوي من المتلازمة.
وقد لوحظ أن هناك خطر الإصابة بمشاكل نقص غاماجلوبولين الدم ومشاكل المناعة الذاتية الأخرى، ووجدت البحوث التي أجريت مؤخرا أن 58 ٪ من الأطفال الذين يعانون من متلازمة ايفانز يكون لديهم CD4-/CD8- الخلايا التائية والتي تعتبر مؤشر قوي على وجود متلازمة المناعة الذاتية التكاثرية اللمفية.